# Ljudski demokratični cirkus Sakešvili
Ljudski demokratični cirkus Sakešvili je drama Roka Vilčnika, ki je izšla leta 2016 v reviji Sodobnost pod skupnim naslovom Sodobna slovenska dramatika.
Zgodba se dogaja v cirkusantski brezspolni družbi, kjer ima vse živo in neživo enako ime. V središču dogajanja so štirje Sakešviliji v enem samem dolgem prizoru. Novica o predsednikovi smrti topoglavih prebivalcev ne predrami.

## Uprizoritve
- 27. januar 2017. Mala drama. SNG Drama Ljubljana

## Nagrade in priznanja
- 2016: Grumova nagrada Roku Vilčniku za dramski tekst.